# Xanadu-Linux
Xanadu es una Distribución GNU/Linux Basada en Debian SID, modo Rolling Release garantizando un sistema innovador y 100% compatible con los paquetes de Debian, desarrollada para ser rápida, ligera y a la vez útil pensando en las necesidades del usuario y ofreciendo herramientas para el usuario avanzado.
El nombre Xanadu (se pronuncia sanadú) ha sido considerado como sinónimo de opulencia y misterio, sobre todo gracias al poema de Samuel Taylor Coleridge; también fue la capital de verano del imperio Mongol de Kublai Jan y además fue el nombre seleccionado por Theodore Holm Nelson para su proyecto de hipertexto.
Xanadu mantiene un inventario actualizado, un sistema operativo estable para el usuario medio, con un fuerte énfasis en la usabilidad y facilidad de instalación. Es muy fácil de usar, especialmente por usuarios sin experiencia previa en Linux.
Xanadu se compone de muchos paquetes de software, la mayor parte de los cuales se distribuyen bajo una licencia de software libre. La principal licencia utilizada es la GNU General Public License (GNU GPL) que, junto con la GNU Lesser General Public License (GNU LGPL), declara explícitamente que los usuarios tienen libertad para ejecutar, copiar, distribuir, estudiar, cambiar, desarrollar y mejorar el software.

## Características
Completamente con Systemd
- Rápida y Ligera

Incorpora el entorno gráfico LXDE y el gestor de ventanas Openbox, lo que le permite mantener un consumo reducido cediendo el uso de los recursos a otras herramientas y programas. Haciendo que el entorno de escritorio sea rápido, ligero y eficiente.
- Útil

Contiene herramientas para análisis forense como Wireshark, un analizador de protocolos de red, y ClamTK, aplicación que permite detectar virus en sistemas MS-Windows. Además contiene aplicaciones como Gigolo el cual provee una interfaz sencilla para conectarse a carpetas compartidas en red y Filezilla como cliente FTP.
Además incluye algunas herramientas para rescate de sistemas tal como Testdisk, Foremost, Magicrescue y utilidades de análisis forense, tal como Drbl, Autopsy, Sleuthkit.
- Segura

Para el equipo de Xanadu GNU/Linux es importante la seguridad por lo que se incluyen programas como Shorewall, Fail2ban y Psad, que pueden activarse desde el post-instalador con sus configuraciones por defecto. Así como también cuenta con sistemas de detección de intrusos como Aide y para detección de rootkits incluye Rkhunter.
- Navegación Anónima

También incorpora i2p y TOR para la navegación anónima complementándolos con Pólipo para hacer caché y Privoxy que se encarga de filtrar contenido, adicionalmente durante la ejecución de tor Dnsmasq se encarga de torificar las peticiones DNS para asegurar que su navegación se mantenga anónima. Mediante estas herramientas es fácil replicar el modelo cliente — servidor utilizado por la distribución Whonix pero con un consumo reducido de recursos.
- Ofimática y Multimedia

En este apartado, Xanadu GNU/Linux incluye la última versión de la suite Libreoffice, VLC como reproductor de vídeo y Lxmusic como reproductor de audio, sin dejar atrás a brasero como programa de grabación de discos.
- Mensajería y adicionales

En este apartado se incluye la aplicación Pidgin para mensajería y como gestor de archivos tenemos a Thunar y Pcmanfm.
- Xanadu GNU/Linux se puede instalar, en su totalidad, sin conexión a Internet, debido a que todos los paquetes necesarios o requeridos están incluidos dentro de la imagen ISO. La imagen ISO incluye paquetes para varios idiomas, contiene codecs y firmware no libres, permitiendo tener un sistema operativo funcional desde el mismo momento de su instalación.

## Requerimientos mínimos
- 512 Mb memoria RAM (1 Gb RAM recomendado)
- CPU a 1.0 Ghz o superior (1.5 Ghz recomendado)
- Tarjeta de vídeo a 800x600, 16 Mb vídeo RAM
- BIOS con capacidad de arranque por USB o CDROM
- 5 Gb de capacidad de disco para instalar.
- El uso de memoria en el arranque es de aproximadamente 110MB
- El script de instalación realiza automáticamente algunos pasos de instalación (tamaño de partición, tipo de sistema de archivos, etc.).

## Entorno de escritorio
El entorno de escritorio es LXDE

## Aplicaciones
Puedes observar todas las aplicaciones que conforma a la Distribución, pueden visualizarla en: 
https://xanadulinux.wordpress.com/paquetes-incluidos/ Entre los más destacados:
- Iceweasel con la extensión: Flash Player, https-everywhere
- Mensajería instantánea: Pidgin
- Herramientas de transferencia: FileZilla, Transmission
- Oficina: LibreOffice
- Audio: VLC,  PulseAudio
- Vídeo: VLC media player
- Foto: GIMP
- Grabación de CD y DVD: Xfburn
- Herramientas de mantenimiento: GParted
- Herramientas Forense: Wireshark - Aide - Autopsy

## Instalación
La instalación del sistema operativo se realiza en un máximo de 30 minutos sin una conexión a Internet. Una vez instalado es aconsejable actualizar para poseer las últimas actualizaciones que no estaban en la imagen ISO.